# Układ Warszawski

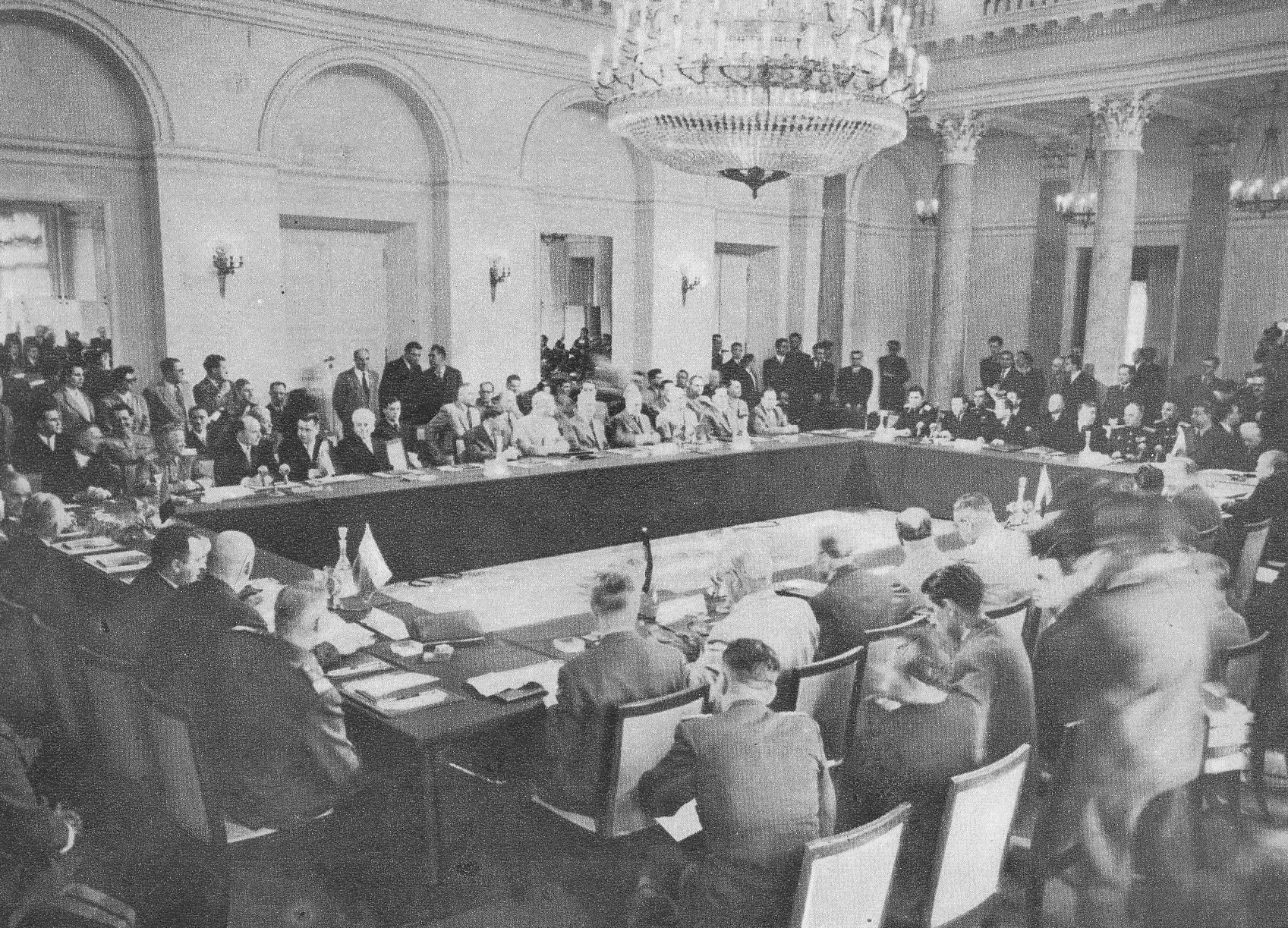
Konferencja w Sali Kolumnowej pałacu Rady Ministrów (obecnie Pałac Prezydencki), w czasie której podpisano Układ Warszawski

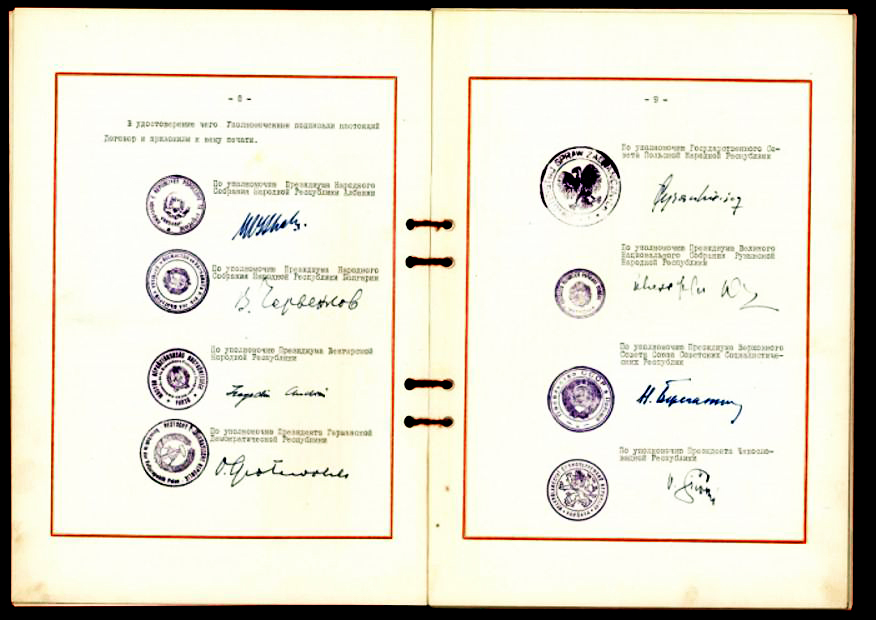
Dokument Układu Warszawskiego – podpisy sygnatariuszy

Układ Warszawski (oficjalna nazwa: Układ o Przyjaźni, Współpracy i Pomocy Wzajemnej; ros. Договор о дружбе, сотрудничестве и взаимной помощи, ang. Warsaw Pact) – organizacja polityczno-wojskowa państw bloku wschodniego z dominującą rolą ZSRR. Formalnie powstał na podstawie deklaracji bukaresztańskiej, jako reakcja na powstanie NATO i zawarcie układów paryskich w 1954, przewidujących remilitaryzację przyjętej do NATO w 1955 Republiki Federalnej Niemiec. Celem utworzenia Układu Warszawskiego było ujednolicenie polityki zagranicznej i militarnej ZSRR i państw od niego uzależnionych. Sankcjonował istniejące od zakończenia II wojny światowej podporządkowanie ZSRR państw Europy Środkowo-Wschodniej wraz z ich siłami zbrojnymi, stanowił strukturę umożliwiającą ZSRR pełną kontrolę nad siłami zbrojnymi i polityką obronną państw członkowskich oraz był wykorzystywany w polityce ZSRR w konfrontacyjnych stosunkach z Zachodem.
Jego formalne zasady zostały określone w 1955 roku przez I Sekretarza KPZR Nikitę Chruszczowa.
Układ podpisano 14 maja 1955 roku w pałacu Rady Ministrów w Warszawie, a wszedł w życie z dniem 4 czerwca 1955 roku, gdy dokumenty ratyfikacyjne zostały złożone Rządowi PRL – będącemu zgodnie z art. 10 depozytariuszem – przez ostatnią z układających się stron – Ludową Republikę Albanii. Sejm PRL ratyfikował układ Uchwałą z dnia 19 maja 1955 roku.
Sporządzony w czterech językach autentycznych: polskim, rosyjskim, czeskim i niemieckim. Zarejestrowany przez Sekretariat ONZ 10 października 1955 r.
Art. 7 zabraniał udziału w jakichkolwiek koalicjach lub sojuszach i zawierania porozumień, których cele pozostają w sprzeczności z celami Układu.
Układ był otwarty dla wszystkich miłujących pokój państw, bez względu na ich ustrój (art. 9).
Art. 11 Układu deklarował jego rozwiązanie w przypadku utworzenia w Europie systemu bezpieczeństwa zbiorowego i zawarcia w tym celu Ogólnoeuropejskiego Układu o bezpieczeństwie zbiorowym, do czego wytrwale dążyć będą Układające się Strony.
Układ miał obowiązywać przez 30 lat (art. 11). 26 kwietnia 1985 roku jego ważność przedłużono o następne 20 lat, z możliwością przedłużenia o dalsze 10 lat w razie niewypowiedzenia. Istniał do 1 lipca 1991 roku.
Ustanowiono wspólne dowództwo Układu w Moskwie. Sztaby wojsk państw członkowskich podlegały X Zarządowi Sztabu Generalnego Sił Zbrojnych Związku Socjalistycznych Republik Radzieckich pełniącego rolę Sztabu Zjednoczonych Sił Zbrojnych. Naczelny Dowódca Zjednoczonych Sił Zbrojnych Układu Warszawskiego jednocześnie pełnił funkcję I Zastępcy Ministra Obrony Związku Socjalistycznych Republik Radzieckich.

## Członkowie

Mapa krajów Układu Warszawskiego

Państwa członkowskie NATO i Układu Warszawskiego na przełomie 1989/1990

- Związek Socjalistycznych Republik Radzieckich
- Ludowa Republika Albanii (zawiesiła współpracę w 1961 roku[7], wystąpiła z Układu 12 września 1968 roku)
- Ludowa Republika Bułgarii
- Czechosłowacka Republika Socjalistyczna
- Niemiecka Republika Demokratyczna (w strukturach wojskowych od 1956 roku, wystąpiła z Układu 25 września 1990 roku)
- Polska Rzeczpospolita Ludowa
- Rumuńska Republika Ludowa (od 1965 Socjalistyczna Republika Rumunii)
- Węgierska Republika Ludowa

czyli wszystkie państwa socjalistyczne ówczesnej Europy poza Socjalistyczną Federacyjną Republiką Jugosławii.
Członkowie Układu Warszawskiego mieli bronić się wspólnie w przypadku ataku na którekolwiek z państw-sygnatariuszy.
Art. 4 Układu:
W przypadku napaści zbrojnej w Europie na jedno lub kilka Państw Stron Układu, dokonanej przez jakiekolwiek państwo lub grupę państw, każde Państwo Strona Układu, realizując prawo do samoobrony indywidualnej lub zbiorowej, zgodnie z artykułem 51 Karty Narodów Zjednoczonych, udzieli państwu lub państwom, na które dokonana została taka napaść, natychmiastowej pomocy, indywidualnie i w porozumieniu z innymi Państwami Stronami Układu, wszelkimi środkami, jakie będzie uważało za niezbędne, włączając zastosowanie siły zbrojnej. Państwa Strony Układu będą niezwłocznie konsultować się w sprawie wspólnych kroków, które należy podjąć w celu przywrócenia i utrzymania międzynarodowego pokoju i bezpieczeństwa. O krokach, podjętych na podstawie niniejszego artykułu, zawiadomiona będzie Rada Bezpieczeństwa zgodnie z postanowieniami Karty Narodów Zjednoczonych. Kroki te zostaną wstrzymane, gdy Rada Bezpieczeństwa podejmie środki, niezbędne dla przywrócenia i utrzymania międzynarodowego pokoju i bezpieczeństwa.
Potencjalnym przeciwnikiem było NATO powstałe w 1949 roku. Układ pomijał radzieckie bazy na terytorium jego członków (regulowały to dwustronne umowy ZSRR z danym państwem). Jego rozwiązanie nie zmieniałoby również podobnie dwustronnych układów o przyjaźni i wzajemnej pomocy.

## Doktryna wojenna

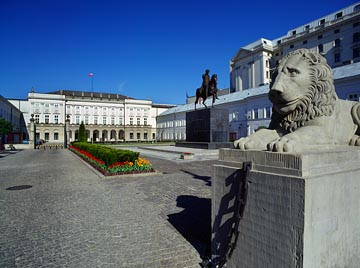
Pałac Rady Ministrów w Warszawie

Doktryna Układu Warszawskiego, zgodnie z przyjętymi ustaleniami, miała oficjalnie charakter obronny. W praktyce traktowano jednak Układ jako przeciwwagę dla „imperialistycznego zagrożenia” ze strony NATO, a zwłaszcza Stanów Zjednoczonych Ameryki.
W latach 1955–1965 doktryna wojenna UW opierała się na radzieckiej strategii prowadzenia działań wojennych w formie zmasowanych uderzeń rakietowo-jądrowych połączonych z błyskawicznym natarciem w skali strategicznej w celu opanowania terytorium przeciwnika i pozbawienia go możliwości kontynuowania wojny. Dopuszczano możliwość wykonania uprzedzających uderzeń jądrowych w sytuacji stwierdzenia zagrożenia niespodziewanym atakiem. Był to odpowiednik amerykańskiej doktryny „zmasowanego odwetu”. Koalicyjność doktryny przejawiała się w podzieleniu zadań między państwa członkowskie. Siły Zbrojne Związku Radzieckiego miały wykonać uderzenia strategiczne z użyciem broni jądrowej, działania na morzach i oceanach realizować miały połączone floty państw UW, natomiast działania na kontynencie europejskim miały prowadzić siły lądowe i lotnictwo taktyczne wszystkich państw Układu, przy czym na zasadniczych kierunkach strategicznych przewidziane było użycie tylko związków operacyjnych Armii Radzieckiej.
W latach 1966–1980 w założeniach doktryny wojennej Układu przyjmowano możliwość stopniowego rozwoju działań począwszy od wojny z wykorzystaniem środków konwencjonalnych poprzez ograniczone użycie broni jądrowej, a kończąc na użyciu broni masowego rażenia na dużą skalę. Zastosowanie broni jądrowej miało nastąpić dopiero w przypadku jej użycia przez wojska NATO. W dalszym ciągu dużą wagę przywiązywano do wykonania strategicznego natarcia na terytorium przeciwnika w celu szybkiego rozbicia jego zasadniczych sił oraz opanowania ważnych ośrodków gospodarczych. Koncepcja ta była zbliżona do amerykańskiej doktryny „elastycznego reagowania”.

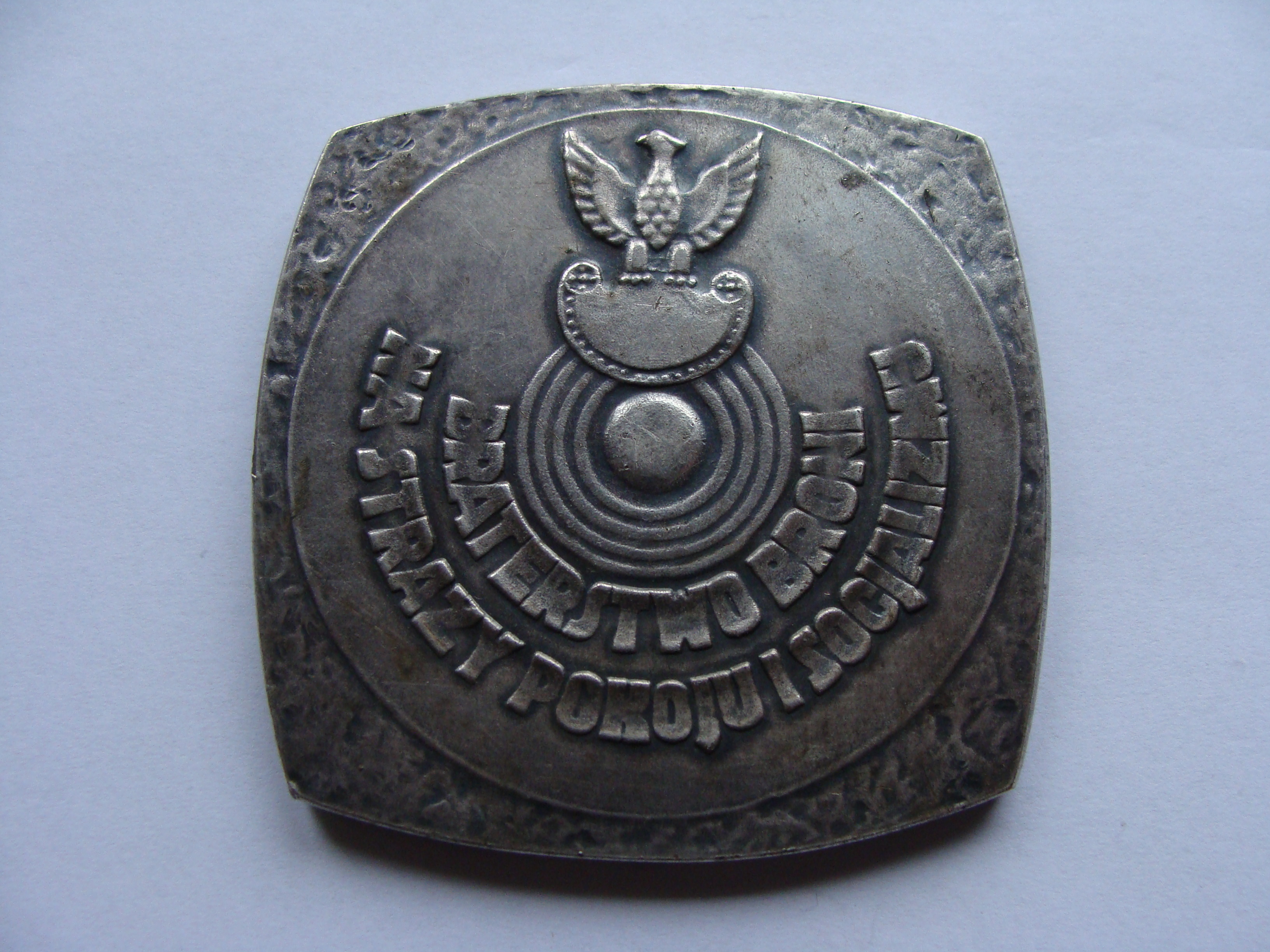
Medal pamiątkowy poświęcony Układowi Warszawskiemu opatrzony Orłem SZ PRL i napisem „Braterstwo broni na straży pokoju i socjalizmu”

Na początku lat 80. XX w. opracowano nową doktrynę opartą na zasadzie utrzymywania gotowości do prowadzenia wszelkich form działań wojennych. Zakładała ona możliwość prowadzenia wojny światowej z wykorzystaniem broni jądrowej lub bez niej oraz prowadzenia kilku wojen lokalnych o charakterze konwencjonalnym. W koncepcji tej wykluczano możliwość wykonania uprzedzających uderzeń jądrowych. Broń jądrowa miała być użyta tylko w przypadku jej zastosowania przez przeciwnika. Obok strategicznego natarcia na terytorium przeciwnika dopuszczano możliwość prowadzenia działań obronnych na dużą skalę.
Dokumenty dotyczące udziału Polski w Układzie Warszawskim ujawniane w latach 2005–2006 z inicjatywy Ministra Obrony Narodowej Radosława Sikorskiego potwierdzają, że doktryna wojenna Układu miała potencjalnie charakter ofensywny .

## Struktura Układu
W strukturze Układu Warszawskiego znajdowały się organa kierownicze i konsultacyjne jak: Doradczy Komitet Polityczny, Komitet Ministrów Obrony i Komitet Techniczny. Część wojskową stanowiły: Zjednoczone Dowództwo Sił Zbrojnych ze sztabem oraz wydzielone siły zbrojne poszczególnych państw (kontyngenty) tworzące Zjednoczone Siły Zbrojne UW.

### Doradczy Komitet Polityczny
Utworzony na podstawie art. 6 Układu. Był najwyższym organem polityczno-wojskowym. W jego skład wchodzili: premierzy rządów państw członkowskich, ministrowie spraw zagranicznych i ministrowie obrony oraz przywódcy partii komunistycznych. Zadaniem komitetu było wypracowanie jednolitych poglądów w zakresie wspólnej strategii wobec zagrożeń polityczno-militarnych.

### Komitet Ministrów Obrony
Był najwyższym organem wojskowym Układu. Stanowili go Ministrowie Obrony poszczególnych państw. Jego zadaniem było ustalanie zakresu wspólnych przedsięwzięć wojskowych, a zwłaszcza: zakresu ćwiczeń i manewrów sojuszniczych oraz gier wojennych i ćwiczeń dowódczo-sztabowych, współpracy w zakresie szkolenia sztabów i wojsk, ujednolicenia instrukcji, regulaminów i przepisów wojskowych, wprowadzenia nowych wzorów uzbrojenia, zabezpieczenia logistycznego wojsk układu itp.

### Komitet Techniczny
Zajmował się problemami unowocześnienia uzbrojenia i wyposażenia wojsk Układu oraz jego standaryzacji ułatwiającej współdziałanie na polu walki i zabezpieczenie techniczne. Zadaniem komitetu było też ustalanie specjalizacji w produkcji sprzętu wojskowego przez poszczególne państwa Układu Warszawskiego.

### Zjednoczone Dowództwo Sił Zbrojnych
Utworzone na podstawie art. 5 Układu. Stanowiło najwyższy organ dowodzenia Układu. Na jego czele stał Naczelny Dowódca ZSZ oraz zastępcy, którymi początkowo byli ministrowie, a potem wiceministrowie obrony stron układu. Dowództwo nad wydzielonymi wojskami każdego z państw sprawowali ministrowie obrony tych państw. Naczelnemu dowódcy ZSZ podlegał Sztab ZSZ, w skład którego wchodzili przedstawiciele sił zbrojnych państw członkowskich Układu. Sztab ZSZ utworzono w 1969, znajdował się w Moskwie przy pr. Leningradskim (Ленинградский проспект) 41, w budynku wybudowanego w 1931 r. b. dworca lotniczego Centralnego Lotniska im. Frunzego w Chodynce (Moskwa), od lat 40. XX w. w sztabie Moskiewskiego Okręgu Wojskowego, po rozpadzie Związku Radzieckiego Sztabie Koordynacji Współpracy Wojskowej Państw Członków WNP (Штаб по координации военного сотрудничества государств-членов СНГ), obecnie siedzibie Organizacji Układu o Bezpieczeństwie Zbiorowym (Организация Договора о Коллективной Безопасности). Od 1969 przy dowództwie ZSZ funkcjonowała Rada Wojskowa, w skład której wchodzili zastępcy naczelnego dowódcy ZSZ oraz szef sztabu ZSZ.
W 1973 uchwalono Konwencję o zdolności prawnej, przywilejach i immunitetach Sztabu i innych organów dowodzenia Zjednoczonych Sił Zbrojnych państw-stron Układu Warszawskiego.

### Zjednoczone Siły Zbrojne
Składały się z kontyngentów wojsk operacyjnych sił zbrojnych poszczególnych państw Układu Warszawskiego. Wielkość kontyngentów uzgadniana była w formie dwustronnych porozumień pomiędzy rządem ZSRR a rządami pozostałych państw członkowskich. Uzgodnienia dokonywane były zwykle raz na pięć lat i wiązały się z przygotowywaniem planów rozwoju sił zbrojnych na kolejne pięciolecie. W okresie pokoju w składzie ZSZ UW znajdowały się tylko wytypowane jednostki posiadające wysoki poziom gotowości bojowej.
Wojska wydzielone do Zjednoczonych Sił Zbrojnych
- Siły Zbrojne Polskiej Rzeczypospolitej Ludowej – 1 Armia Ogólnowojskowa i 2 Armia Ogólnowojskowa (po 5 dywizji) (użyta jednorazowo w 1968 w operacji Dunaj jako 2 Armia Wojska Polskiego), 4 Armia Ogólnowojskowa (3 dywizje) i 2 dywizje rezerwowe, 3 Armia Lotnicza – łącznie 15 dywizji wojsk lądowych, w tym 5 pancernych;
- SZ CSRS – 1 i 4 Armia Ogólnowojskowa (po 4–5 dywizji), 2 Armia Rezerwowa (6 dywizji), 10 Armia Lotnicza – łącznie 15 dywizji wojsk lądowych, w tym 6 pancernych
- SZ NRD – 3 i 5 Armia Ogólnowojskowa (po 3 dywizje) oraz 5 dywizji rezerwowych – łącznie 11 dywizji wojsk lądowych, w tym 2 pancerne
- SZ Bułgarii – 1, 2 i 3 Armia Ogólnowojskowa (po 3 dywizje) – łącznie 9 dywizji wojsk lądowych
- SZ Rumunii – 2 i 3 Armia Ogólnowojskowa (po 4 dywizje) – łącznie 8 dywizji wojsk lądowych, w tym 2 pancerne
- SZ Węgier – 6 dywizji wojsk lądowych

Ze strony Sił Zbrojnych ZSRR w okresie pokoju wystawiano w skład ZSZ UW cztery grupy wojsk Armii Radzieckiej rozmieszczone na terytorium NRD, Czechosłowacji, Polski i Węgier. W 1990 w ich składzie znajdowały się:
- Zachodnia Grupa Wojsk w NRD – 1 Armia Pancerna, 2 Armia Pancerna, 3, 8 i 20 Armia Ogólnowojskowa (w każdej po 3-4 dywizje), 16. Armia Lotnicza
- Centralna Grupa Wojsk w Czechosłowacji – dwie dywizje pancerne, trzy dywizje zmechanizowane
- Północna Grupa Wojsk w Polsce – jedna dywizja pancerna i jedna zmechanizowana, 4 Armia Lotnicza
- Południowa Grupa Wojsk na Węgrzech – dwie dywizje pancerne i dwie zmechanizowane, dywizja lotnictwa myśliwskiego

W czasie wojny w skład ZSZ UW wchodziły dodatkowo radzieckie wojska operacyjne z zachodnich okręgów wojskowych Związku Radzieckiego.

## Zestawienie Sił Zbrojnych państw sygnatariuszy UW (1990)

Liczebność sił zbrojnych państw członkowskich NATO i Układu Warszawskiego w 1973

| Państwa  | Liczba żołnierzy | Czołgi | Transp. opanc. | Wyrz. rak. oper i takt. | Samoloty bojowe |
| -------- | ---------------- | ------ | -------------- | ----------------------- | --------------- |
| ZSRR     | 2 458 000        | 41 580 | 45 000         | 1121                    | 5955            |
| Polska   | 347 000          | 3330   | 4855           | 81                      | 480             |
| CSRS     | 199 700          | 4585   | 4900           | 77                      | 407             |
| NRD      | 173 100          | 3140   | 5900           | 80                      | 307             |
| Węgry    | 106 800          | 1435   | 2310           | 27                      | 113             |
| Bułgaria | 117 500          | 2200   | 2365           | 72                      | 234             |
| Rumunia  | 171 000          | 3200   | 5000           | 50                      | 380             |
| Razem    | 3 573 100        | 59 470 | 70 330         | 1508                    | 7876            |

## Rola PRL w Układzie o Przyjaźni, Współpracy i Pomocy Wzajemnej
Zgodnie z „Protokołem uzgodnień między Radami Ministrów ZSRR i PRL” podpisanym w Moskwie w dniach 17–19 października 1955 roku Siły Zbrojne Polskiej Rzeczypospolitej Ludowej, oprócz Wojsk OPK, miały wydzielić ze swojego składu wojska operacyjne zorganizowane we Front Polski (Nadmorski) złożony z trzech armii ogólnowojskowych i armii lotniczej. Front ten miał działać w II rzucie strategicznym Zjednoczonych Sił Zbrojnych Układu Warszawskiego na nadmorskim kierunku operacyjnym (o charakterze pomocniczym) z zadaniem osłony prawego skrzydła głównego zgrupowania uderzeniowego Armii Radzieckiej działającego na kierunku centralnym oraz osłony wybrzeża morskiego przed ewentualnymi desantami sił NATO.
W 1955 roku w skład Frontu Polskiego wchodziły: 1 Armia Ogólnowojskowa wystawiana przez wojska Pomorskiego Okręgu Wojskowego i 2 Armia Ogólnowojskowa wystawiana przez wojska Śląskiego Okręgu Wojskowego stanowiące I rzut operacyjny. Ich zadaniem w początkowym okresie wojny była osłona granicy zachodniej Polski i zabezpieczenie mobilizacji całych sił zbrojnych. W składzie II rzutu operacyjnego przewidywano 4 Armię Ogólnowojskową, wystawianą przez wojska Warszawskiego Okręgu Wojskowego. Działania Frontu Polskiego miała wspierać z powietrza 3 Armia Lotnicza. W chwili powstania Układu Warszawskiego armie I rzutu posiadały po trzy korpusy armijne (w każdym po dwie dywizje piechoty i dywizja zmechanizowana), a armia II rzutu miała korpus armijny i trzy dywizje obrony wybrzeża (mobilizowanych w czasie wojny). W dyspozycji dowództwa Frontu znajdowały się dwa korpusy zmechanizowane i trzy dywizje piechoty. Później zrezygnowano ze szczebla korpusu, a poszczególne armie miały w swoim składzie dywizje pancerne i zmechanizowane (1 i 2 Armia Ogólnowojskowa po pięć dywizji i 4 Armia – trzy dywizje). Dowództwu Frontu Polskiego podlegały dwie dywizje desantowe (w czasie wojny brygady) oraz zorganizowane w latach 70. i 80. XX w. trzy rezerwowe dywizje zmechanizowane.
Od połowy lat 80. XX w. SZ PRL wydzielały na wypadek wojny w skład Zjednoczonych Sił Zbrojnych Układu Warszawskiego kontyngent wojskowy złożony z: pięciu dywizji pancernych, jedenastu dywizji zmechanizowanych (w tym trzy rezerwowe) i dwóch brygad desantowych oraz trzech dywizji lotniczych (polskie dywizje, pomimo struktury wzorowanej na dywizjach radzieckich, były znacznie słabsze – miały o 30% niższe stany żołnierzy i sprzętu bojowego (sił i środków)).
W ramach realizowanych zadań, określonych po raz pierwszy w „Planie operacji zaczepnej z 1965 r.”, polskie wojska operacyjne miały prowadzić działania zaczepne na nadmorskim kierunku operacyjnym w II rzucie strategicznym wojsk UW i zająć terytorium północnych Niemiec, Danii i Holandii. Jednostki wojsk desantowych (7 Dywizja Desantowa) i powietrznodesantowych (6 Dywizja Powietrznodesantowa) oraz jedna dywizja zmechanizowana (15 Dywizja Zmechanizowana) miały zająć wyspy Zelandia i Fionia przy wsparciu sił Marynarki Wojennej i radzieckiej Floty Bałtyckiej. Celem tej operacji było zamknięcie cieśnin duńskich i niedopuszczenie sił morskich NATO na Morze Bałtyckie (zabezpieczenie wybrzeża Polski, NRD i ZSRR przed desantami morskimi). Od połowy lat 80. XX w. przewidywano alternatywnie w planie możliwość prowadzenia działań obronnych w II rzucie strategicznym UW na linii Odry i Nysy Łużyckiej. Ćwiczenia związane z obroną zachodniej granicy Polski prowadzone były systematycznie od 1946 roku.

## Wspólny system obrony powietrznej terytorium państw UW
W oparciu o systemy radiolokacyjne, rakietowe i dowodzenia produkcji radzieckiej w latach 60. XX w. stworzony został jednolity system obrony powietrznej łączący narodowe systemy poszczególnych państw-członków UW. Był on powieleniem modelu radzieckiego obrony strefowo-obiektowej. Zakładał wymianę informacji między dowództwami Obrony Powietrznej Kraju i współdziałanie w zwalczaniu naruszycieli wspólnej przestrzeni powietrznej. Dotyczyło to przede wszystkim państw i rejonów graniczących z państwami NATO i wybrzeży morskich. Od zachodnich granic NRD aż po Zatokę Fińską były rozmieszczone jednostki rakietowe, a na ich zapleczu lotniska ze stale dyżurującymi samolotami przechwytującymi. Był rozwijany i modernizowany do końca istnienia UW. Na dużą skalę zastosowano systemy rakietowe: S-75 „Dźwina”, S-75M „Wołchow”, S-125 „Newa”, S-200 „Wega” i ich mutacje. W Polsce było kilkadziesiąt takich dywizjonów. Planowano wprowadzanie nowych (np. S-300). Podstawą było wczesne wykrycie, zidentyfikowanie i namierzenie przeciwnika oraz szybki obieg informacji o nim. Układ Warszawski posiadał rozbudowaną sieć posterunków radiolokacyjnych i łączności, w większości produkcji radzieckiej.
Właśnie system OPK (i siły morskie) był punktem styku przeciwstawnych sił „zimnej wojny”, a mógł być niemal w każdej chwili początkiem rzeczywistego starcia. Obie strony wzajemnie usiłowały śledzić i kontrolować przeciwnika, nierzadko posuwając się do prowokacji. Stale nad Morzem Bałtyckim, w pobliżu granic państw UW patrolowały przestrzeń samoloty NATO, zwiadowcze i bojowe. Radzieckie samoloty pojawiały się u wybrzeży państw zachodnich. W przypadku pojawienia się przeciwnika był ogłaszany w tych jednostkach alarm bojowy, przygotowywano rakiety do startu, włączane były stacje naprowadzania rakiet, częstokroć podrywano w powietrze parę dyżurną (przechwytujących samolotów myśliwskich). Prowadzona była ożywiona łączność. Takie przypadki były na porządku dziennym. Paradoksalnie, te działania prowadzone regularnie i rutynowo pomagały utrzymać pewną równowagę, służyły bowiem kontroli sił i środków przeciwnika: czy zmieniła się ilość, dyslokacja dywizjonów rakietowych, lotnisk, czynnych stacji radarowych, ośrodków łączności, ich częstotliwości, mocy, sposobów pracy itp. Nad Bałtykiem przez wiele lat pojawiały się natowskie „Oriony”, „Nimrody”, a nawet samoloty „Blackbird”.
System służył również do wykrywania i powstrzymywania uciekinierów z własnego terytorium. W szczególności wiele takich przypadków miało miejsce w latach osiemdziesiątych XX w.

## Broń jądrowa w UW
W okresie istnienia Układu Warszawskiego broń jądrową posiadała tylko Armia Radziecka. W chwili powstania Układu dysponowała ona 200 bombami jądrowymi (w tym czasie NATO miało 3067 ładunków jądrowych). Pozostałe kraje członkowskie dysponowały od początku lat 60. XX w. środkami przenoszenia broni jądrowej w postaci wyrzutni rakiet taktycznych i taktyczno-operacyjnych oraz samolotów nosicieli broni jądrowej. Arsenał jądrowy Układu Warszawskiego był systematycznie rozbudowywany, jednak zrównanie potencjałów UW i NATO nastąpiło dopiero w połowie lat 70. XX w. Państwa członkowskie UW wprowadzały na uzbrojenie nowe typy wyrzutni rakiet o większym zasięgu oraz nowocześniejsze typy samolotów. W 1986 roku liczba ładunków jądrowych będących w dyspozycji UW osiągnęła największy poziom – 40 723 ładunki. W następnych latach zaczęto ich redukcję. W chwili rozwiązania Układu w 1991 roku Związek Radziecki posiadał 28 595 ładunków jądrowych.

### Broń jądrowa na terytorium Polski
Radziecka broń jądrowa znajdowała się na terytorium kilku państw Układu Warszawskiego. Według raportu CIA z 1979 roku ujawnionego w 1996 roku, 23 magazyny znajdowały się na terytorium: Niemieckiej Republiki Demokratycznej, Polski, Czechosłowacji, Węgier i Rumunii. 11 spośród nich umiejscowionych było na terenie radzieckich lotnisk wojskowych, pozostałych 12 to integralne, pilnie strzeżone składy głowic dla rakiet taktycznych i taktyczno-operacyjnych oraz jądrowych bomb lotniczych.
Na terenie Polski broń jądrowa znajdowała się w kilku miejscach. W trzech radzieckich jednostkach wojskowych: w Templewie koło Trzemeszna Lubuskiego, w Brzeźnicy (koło Bornego Sulinowa) i w Podborsku koło Białogardu. Z nich, w wypadku wojny, miała być wydana polskim jednostkom rakietowym (cztery brygady rakiet operacyjno-taktycznych, czternaście dywizjonów rakiet taktycznych) i lotniczym. Było to łącznie 178 ładunków w formie głowic do rakiet i bomb lotniczych (w tym czasie Amerykanie na terenie Republiki Federalnej Niemiec posiadali ok. 10 tys. ładunków jądrowych, w tym 2500 do dyspozycji Bundeswehry). Jednostki wojsk rakietowych SZ PRL posiadały na uzbrojeniu wyrzutnie rakiet operacyjno-taktycznych (systemu R-300 „Elbrus” – według NATO: SCUD B) i wyrzutnie rakiet taktycznych (typu R-70 „Łuna M”). Wojska lotnicze miały na uzbrojeniu samoloty Su-7, a potem Su-22 przystosowane do przenoszenia bomb jądrowych. Broń jądrowa miała być użyta przez wojska Frontu Polskiego głównie do niszczenia dużych zgrupowań wojsk przeciwnika oraz jego środków przenoszenia broni masowego rażenia.
Jednostki Północnej Grupy Wojsk AR w Polsce posiadały amunicję jądrową na własny użytek: w składach lotniska w Szprotawie, prawdopodobnie w Bagiczu koło Kołobrzegu (składy lotniskowe) i innych. Ich liczba, rodzaj i moc nie zostały dotąd ujawnione. Składy mieściły się w rejonach dużej koncentracji wojsk radzieckich i były osłaniane przez jednostki „Specnazu”.
Decyzję o wydaniu ze składów i użyciu broni jądrowej mogło wydać tylko Dowództwo Zjednoczonych Sił Zbrojnych Układu Warszawskiego, co miało zapobiec jej przypadkowemu wykorzystaniu przez dowódców niższych szczebli.

## Operacje wojskowe UW
Układ Warszawski prowadził w ciągu swego istnienia tylko jedną operację wojskową – operację „Dunaj”. 21 sierpnia 1968 roku przeprowadził interwencję podczas Praskiej Wiosny w Czechosłowacji (nie była to interwencja wszystkich państw Układu, lecz jedynie jego 5 członków, Rumunia odmówiła. Udział wzięły siły zbrojne: Niemieckiej Republiki Demokratycznej, Bułgarii, Węgier, Polski i ZSRR); w ten sposób została wypełniona tzw. doktryna Breżniewa. W interwencji wzięło udział 750 000 żołnierzy, 6300 czołgów i 800 samolotów. Szacuje się, że zginęło około 200 osób.
Po inwazji wojsk Układu Warszawskiego na Czechosłowację dowódca United States Army w Europie gen. James Hilliard Polk uznał, że: „to była operacja wojskowa najwyższej klasy, dobrze zorganizowana i skoordynowana, właściwie zamaskowana i szybka”. Ocenił Dunaj jako zmasowany pokaz potęgi wojskowej ZSRR.
Na szczycie w Bukareszcie w 1989 roku zdecydowano o odejściu od doktryny Breżniewa. Po przemianach politycznych w latach 1989–1990 państwa członkowskie postanowiły, że stacjonujące w krajach Układu wojska radzieckie powinny opuścić te państwa. 25 lutego 1991 roku w Budapeszcie podpisano umowę o zaprzestaniu współpracy wojskowej w ramach Układu, 1 lipca 1991 roku w Pradze rozwiązano struktury polityczne. Oznaczało to ostateczną likwidację Układu Warszawskiego.

## Dowódcy Zjednoczonych Sił Zbrojnych
| Lp. | Stopień, imię, nazwisko                        | Objęcie funkcji | Zakończenie pełnienia funkcji |
| --- | ---------------------------------------------- | --------------- | ----------------------------- |
| 1   | Marszałek Związku Radzieckiego Iwan Koniew     | 14 maja 1955    | 23 lipca 1960                 |
| 2   | Marszałek Związku Radzieckiego Andriej Greczko | 24 lipca 1960   | 6 lipca 1967                  |
| 3   | Marszałek Związku Radzieckiego Iwan Jakubowski | 7 lipca 1967    | 30 listopada 1976             |
| 4   | Marszałek Związku Radzieckiego Wiktor Kulikow  | 1 grudnia 1976  | 14 lutego 1989                |
| 5   | Generał armii Piotr Łuszew                     | 15 lutego 1989  | 31 marca 1991                 |

## Zastępcy Naczelnego Dowódcy Zjednoczonych Sił Zbrojnych
Do 1969 zastępcami naczelnego dowódcy Zjednoczonych Sił Zbrojnych byli ministrowie obrony państw-stron Układu Warszawskiego.
| Lp. | Stopień, imię, nazwisko                                       | Objęcie funkcji | Zakończenie pełnienia funkcji |
| --- | ------------------------------------------------------------- | --------------- | ----------------------------- |
| 1   | Marszałek Polski i Związku Radzieckiego Konstanty Rokossowski | 1955            | 1956                          |
| 2   | Marszałek Polski Marian Spychalski                            | 1956            | 1968                          |
| 3   | Gen. broni Wojciech Jaruzelski                                | 1968            | 1969                          |
| 4   | Gen. dyw. Tadeusz Tuczapski                                   | 1969            | 1972                          |
| 5   | Gen. broni Eugeniusz Molczyk                                  | 1972            | 1986                          |
| 6   | Gen. broni Antoni Jasiński                                    | 1986            | 1991                          |

## Szefowie Sztabu Zjednoczonych Sił Zbrojnych
| Lp. | Stopień, imię, nazwisko            | Objęcie funkcji | Zakończenie pełnienia funkcji |
| --- | ---------------------------------- | --------------- | ----------------------------- |
| 1   | Generał armii Aleksiej Antonow     | 14 maja 1955    | 16 czerwca 1962               |
| 2   | Generał armii Paweł Batow          | 17 czerwca 1962 | 1965                          |
| 3   | Generał armii Michaił Kazakow      | 1965            | 1968                          |
| 4   | Generał armii Siergiej Sztiemienko | 1968            | 1976                          |
| 5   | Generał armii Anatolij Gribkow     | 1976            | 1989                          |
| 6   | Generał armii Władimir Łobow       | 1989            | 1991                          |

## Zastępcy Szefa Sztabu Zjednoczonych Sił Zbrojnych
| Lp. | Stopień, imię, nazwisko     | Objęcie funkcji | Zakończenie pełnienia funkcji |
| --- | --------------------------- | --------------- | ----------------------------- |
| 1   | Wadm. Zdzisław Studziński   | 1969            | 1975                          |
| 2   | Gen. dyw. Józef Kamiński    | 1975            | 1978                          |
| 3   | Gen. dyw. Stanisław Antos   | 1978            | 1986                          |
| 4   | Gen. dyw. Wacław Szklarski  | 1986            | 1989                          |
| 5   | Gen. dyw. Zbigniew Blechman | 1989            | 1991                          |

## Przedstawiciele Polski w Sztabie Zjednoczonych Sił Zbrojnych
| Lp. | Stopień, imię, nazwisko      | Objęcie funkcji | Zakończenie pełnienia funkcji |
| --- | ---------------------------- | --------------- | ----------------------------- |
| 1   | Gen. bryg. Tadeusz Pióro     | 1955            | 1958                          |
| 2   | Płk dypl. Tadeusz Hupałowski | 1958            | 1961                          |
| 3   | Płk dypl. Leon Szyszko       | 1961            | 1965                          |
| 4   | Gen. dyw. Jan Śliwiński      | 1965            | 1969                          |

## Przedstawiciele Naczelnego Dowódcy Zjednoczonych Sił Zbrojnych w SZ PRL
| Lp. | Stopień, imię, nazwisko       | Objęcie funkcji | Zakończenie pełnienia funkcji |
| --- | ----------------------------- | --------------- | ----------------------------- |
| 1   | Gen. por. G. Czernyszew       | 1957            | 1962                          |
| 2   | Gen. płk Dmitrij Żerebin      | 1962            | 1968                          |
| 3   | Gen. płk Aleksandr Koźmin     | 1968            | 1974                          |
| 4   | Gen. armii Afanasij Szczegłow | 1974            | 1984                          |
| 5   | Gen. płk Władimir Siwienok    | 1984            | 1991                          |

## Insygnia

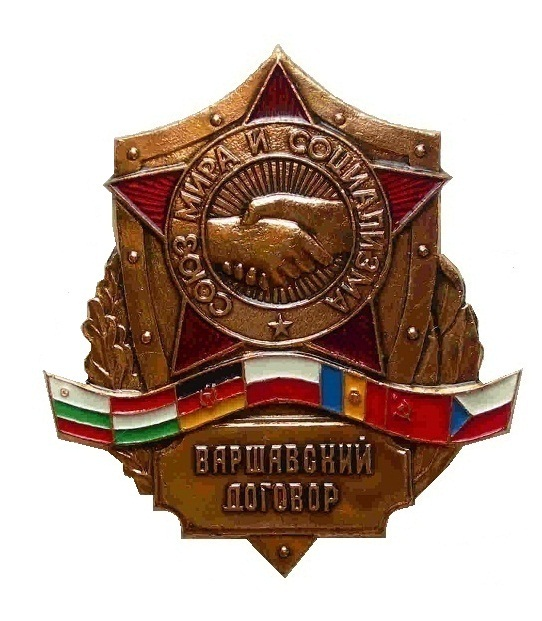
Unia na rzecz pokoju i socjalizmu
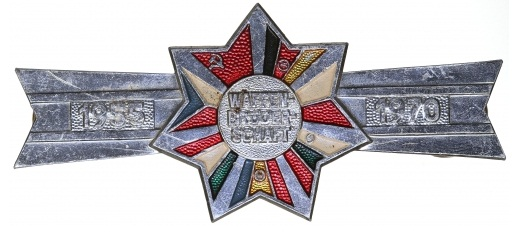
Ćwiczenia p.k. Braterstwo Broni (1970 r.)
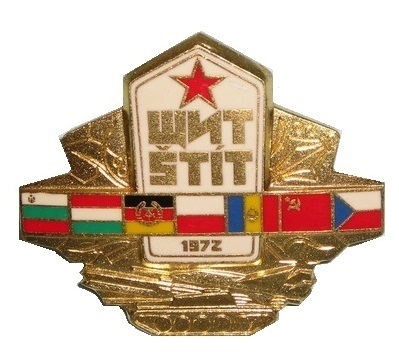
Wspólne ćwiczenia, TARCZA -72 (1972 r.)
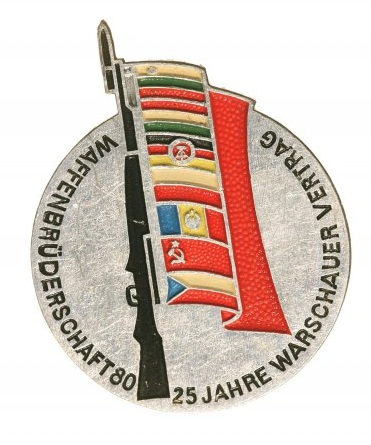
25 lat Układu Warszawskiego (1980 r.)
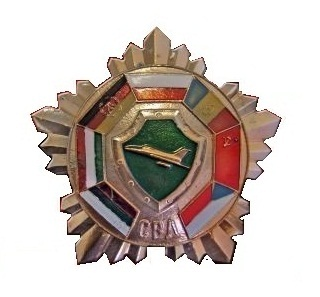
Siły powietrzne Układu Warszawskiego
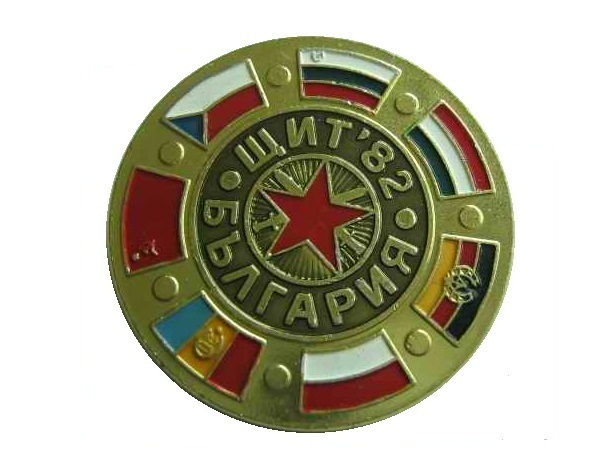
Wspólne ćwiczenia, TARCZA -82, Bułgarii (1982 r.)
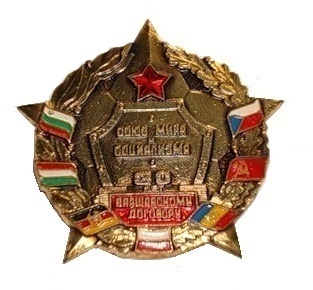
30 lat Układu Warszawskiego (1985 r.)